# Cantó de Montelaimar-2
El cantó de Montelaimar-2 és un cantó francès del departament de la Droma, situat al districte de Niom. Té 9 municipis i part del de Montelaimar.

## Municipis
- Aland
- Chastelnòu del Ròse
- Espelucha
- La Touche
- Malatavèrna
- Montboucher-sur-Jabron
- Montelaimar
- Portes-en-Valdaine
- Puygiron
- Rochefort-en-Valdaine

| Data d'elecció                           | Identitat           | Partit           | Qualitat |
| ---------------------------------------- | ------------------- | ---------------- | -------- |
| 1955-1985                                | Maurice Pic         | SFIO, després PS |          |
| 1985-1993                                | Thierry Cornillet   | UDF              |          |
| 1993-1998                                | Alain Fort          | PS               |          |
| 1998-2004                                | Jean-René Latarche  | PS               |          |
| 2004-                                    | Anne-Marie Rème-Pic | PS               |          |
| les dades anteriors no són pas conegudes |                     |                  |          |